# Евандр
Ева́ндр (лат. Euandros, дав.-гр. Εὔανδρος «хороша людина»)  — за давньоримською легендою, син Гермеса і Нікострати (Карменти), італьський герой.
Згідно з переказом, за 60 років до Троянської війни Евандр заснував на березі Тибру колонію Паллантей, де пізніше постав Рим. Пагорб, на якому засновано місто, римляни назвали Палатинським. Евандр навчив тамтешніх мешканців письма, ремесла й музики і встановив на честь Фавна Луперка свято Луперкалії. За легендою, він приніс букви з Аркадії до Італії, де його мати переробила їх на латинські. Також він навчив аборигенів сіяти і запрягати вола.
За Вергілієм, Евандр гостинно прийняв Енея і вступив з ним у спілку. Син Евандра Паллант воював на боці Енея й загинув у двобої з рутульським ватагом Турном. Біля Палатинського пагорба містилися вівтар і статуї Евандра та його сина. За однією з легенд він впізнав Геркулеса після його перемоги над Каком і поставив йому Великий Вівтар Непереможного Геркулеса (проіснував до 64 року). Деякі дослідники вважають, що міф про Евандра відображає мікенську колонізацію Лацію в XIII столітті до н. е..